# Kate Greenaway Medal
La Kate Greenaway Medal è un riconoscimento attribuito al miglior illustratore di libro per ragazzi pubblicato nel Regno Unito.
Istituita nel 1955 in omaggio alla scrittrice e illustratrice Kate Greenaway dalla Library Association, è assegnata annualmente dal Chartered Institute of Library and Information Professionals.
Al vincitore vanno, oltre alla medaglia, 5000£ e 500£ da donare ad una libreria di loro scelta per l'acquisto di libri.

## Illustratori vincitori e autori del libro[8]
- 1955: Premio non assegnato in quanto nessun libro ritenuto idoneo
- 1956: Edward Ardizzone, Tim All Alone
- 1957: V. H. Drummond, Mrs Easter and the Storks
- 1958: Premio non assegnato in quanto nessun libro ritenuto idoneo
- 1959: William Stobbs, Kashtanka di Anton Chekhov e A Bundle of Ballads di Ruth Manning-Sanders
- 1960: Gerald Rose, Old Winkle and the Seagulls di Elizabeth Rose
- 1961: Antony Maitland, Mrs Cockle's Cat di Philippa Pearce
- 1962: Brian Wildsmith, ABC
- 1963: John Burningham, Borka: The Adventures of a Goose With No Feathers
- 1964: C. Walter Hodges, Shakespeare's Theatre
- 1965: Victor Ambrus, The Three Poor Tailors
- 1966: Raymond Briggs, Mother Goose Treasury
- 1967: Charles Keeping, Charley, Charlotte and the Golden Canary
- 1968: Pauline Baynes, Dictionary of Chivalry di Grant Uden
- 1969: Helen Oxenbury, The Quangle Wangle's Hat di Edward Lear e The Dragon of an Ordinary Family di Margaret Mahy
- 1970: John Burningham, Mr Gumpy's Outing
- 1971: Jan Pienkowski, The Kingdom under the Sea and other stories di Joan Aiken
- 1972: Krystyna Turska, The Woodcutter's Duck
- 1973: Raymond Briggs, Father Christmas
- 1974: Pat Hutchins, The Wind Blew
- 1975: Victor Ambrus, Horses in Battle e Mishka
- 1976: Gail E. Haley, The Post Office Cat
- 1977: Shirley Hughes, Dogger
- 1978: Janet Ahlberg, Each Peach Pear Plum di Allan Ahlberg
- 1979: Jan Pienkowski, Haunted House
- 1980: Quentin Blake, Mr Magnolia
- 1981: Charles Keeping, The Highwayman di Alfred Noyes
- 1982: Michael Foreman, Long Neck and Thunder Foot di Helen Piers e Sleeping Beauty and other favourite fairy tales
- 1983: Anthony Browne, Gorilla
- 1984: Errol Le Cain, Hiawatha's Childhood di Henry Wadsworth Longfellow
- 1985: Juan Wijngaard, Sir Gawain and the Loathly Lady di Selena Hastings
- 1986: Fiona French, Snow White in New York
- 1987: Adrienne Kennaway, Crafty Chameleon di Mwenye Hadithi
- 1988: Barbara Firth, Can't You Sleep Little Bear? di Martin Waddell
- 1989: Michael Foreman, War Boy: a Country Childhood
- 1990: Gary Blythe, The Whales' Song di Dyan Sheldon
- 1991: Janet Ahlberg, The Jolly Christmas Postman di Allan Ahlberg
- 1992: Anthony Browne, Zoo
- 1993: Alan Lee, Black Ships Before Troy di Rosemary Sutcliff
- 1994: Gregory Rogers, Way Home di Libby Hathorn
- 1995: P. J. Lynch, The Christmas Miracle of Jonathan Toomey di Susan Wojciechowski
- 1996: Helen Cooper, The Baby Who Wouldn't Go To Bed
- 1997: P. J. Lynch, When Jessie Came Across the Sea di Amy Hest
- 1998: Helen Cooper, Pumpkin Soup
- 1999: Helen Oxenbury, Alice's Adventures in Wonderland di Lewis Carroll
- 2000: Lauren Child, I Will Not Ever Never Eat a Tomato
- 2001: Chris Riddell, Pirate Diary di Richard Platt
- 2002: Bob Graham, Jethro Byrde, Fairy Child
- 2003: Shirley Hughes, Ella's Big Chance
- 2004: Chris Riddell, Jonathan Swift's "Gulliver" di Martin Jenkins
- 2005: Emily Gravett, Wolves

(La data di assegnazione è l'anno di pubblicazione prima del 2006, l'anno di presentazione dopo il 2006)
- 2007: Mini Grey, The Adventures of the Dish and the Spoon
- 2008: Emily Gravett, Little Mouse's Big Book of Fears
- 2009: Catherine Rayner, Harris Finds His Feet
- 2010: Freya Blackwood, Harry and Hopper di Margaret Wild
- 2011: Grahame Baker-Smith, FArTHER
- 2012: Jim Kay, A Monster Calls di Patrick Ness
- 2013: Levi Pinfold, Black Dog
- 2014: Jon Klassen, This Is Not My Hat
- 2015: William Grill, Shackleton’s Journey
- 2016: Chris Riddell, The Sleeper and The Spindle di Neil Gaiman
- 2017: Lane Smith, There is a Tribe of Kids
- 2018: Sydney Smith, Town Is by the Sea di Joanne Schwartz
- 2019: Jackie Morris, The Lost Words di Robert Macfarlane[9]
- 2020: Shaun Tan, Tales from the Inner City[10]
- 2021: Sydney Smith, Small in the City[11]
- 2022: Danica Novgorodoff, Long Way Down di Jason Reynolds[12]
- 2023: Jeet Zdung, Saving Sorya: Chang and the Sun Bear di Trang Nguyen[13]
- 2024: Aaron Becker, The Tree and the River[14]

## Greenaway of Greenaways(2007)
Per il settantesimo anniversario del Carnegie Medal e del cinquantesimo della Greenaway, gli organizzatori hanno indetto una votazione su internet per la migliore opera tra tutte quelle vincitrici del premio. Il sondaggio è stato lanciato il 20 aprile 2007 e l'opera vincitrice è risultata Dogger di Shirley Hughes che ha battuto di un solo punto percentuale Each Peach Pear Plum di Janet and Allan Ahlberg.